# بخش قهستان
بخش قهستان یکی از بخش‌های شهرستان درمیان در استان خراسان جنوبی ایران است.

## تقسیمات کشوری
- بخش قهستان
  - دهستان کوشکک
  - دهستان قهستان

## جمعیت
بنابر سرشماری مرکز آمار ایران، جمعیت بخش قهستان شهرستان درمیان در سال ۱۳۸۵ برابر با ۱۵۲۹۵ نفر بوده است.